# David Baker (bioquímico)
David Baker (Seattle, Washington; 6 de octubre de 1962) es un bioquímico y biólogo computacional estadounidense, conocido por ser pionero en métodos para diseñar proteínas y predecir sus estructuras tridimensionales. Actualmente, ocupa la cátedra de Bioquímica "Henrietta y Aubrey Davis" y es investigador del Instituto Médico Howard Hughes. Además, es profesor adjunto de ciencias genómicas, bioingeniería, ingeniería química, informática y física en la Universidad de Washington. En 2024, fue galardonado con el Premio Nobel de Química en 2024 por sus contribuciones al diseño computacional de proteínas junto a Demis Hassabis y John Jumper.
Baker es miembro de la Academia Nacional de Ciencias de los Estados Unidos y director del Instituto de Diseño de Proteínas de la Universidad de Washington. Ha cofundado más de una docena de empresas de biotecnología y fue incluido en la lista de la revista Time que reúne a las 100 personas más influyentes en el ámbito de la salud en 2024.

## Biografía
Baker nació en Seattle, Washington, en una familia judía el 6 de octubre de 1962. Obtuvo su licenciatura en la Universidad de Harvard en 1984. Completó su doctorado en bioquímica en la Universidad de California, Berkeley, en 1989 en el laboratorio de Randy Schekman, donde trabajó en el transporte y tráfico de proteínas en levaduras. En 1993, completó su formación postdoctoral en biofísica con David Agard en la Universidad de California, San Francisco.
Baker se unió al Departamento de Bioquímica de la Facultad de Medicina de la Universidad de Washington como profesor en 1993. Se convirtió en investigador del Instituto Médico Howard Hughes en 2000. Baker fue elegido miembro de la Academia Estadounidense de las Artes y las Ciencias en 2009. Está casado con Hannele Ruohola-Baker, otra bioquímica de la misma universidad. Tienen dos hijos.

## Investigación
Aunque es conocido principalmente por el desarrollo de métodos computacionales para predecir y diseñar estructuras y funciones de las proteínas, Baker mantiene un activo grupo de bioquímica experimental. Es autor de más de 600 artículos científicos. 
El grupo de Baker desarrolló el algoritmo Rosetta para la predicción de la estructura de proteínas ab initio, que se ha convertido en una herramienta para el diseño de proteínas, un proyecto de computación distribuida llamado Rosetta@Home, y el juego de computadora Foldit. Baker dirigió Rosetta Commons, un consorcio de laboratorios e investigadores que desarrollan software de predicción y diseño de estructuras biomoleculares. El grupo de Baker ha competido regularmente en el concurso de predicción de estructura CASP, especializándose en métodos ab initio, incluidas variantes asistidas manualmente y automatizadas del protocolo Rosetta.
El grupo de Baker también es muy activo en el campo del diseño de proteínas, y es conocido por diseñar Top7, la primera proteína artificial con un nuevo pliegue.
Baker ha cofundado varias empresas de biotecnología, entre ellas Prospect Genomics, que fue adquirida por una subsidiaria de Eli Lilly en 2001, Icosavax, que fue adquirida por AstraZeneca en 2023, Sana Biotechnology, Lyell Immunotherapeutics y Xaira Therapeutics.

## Premios
Por su trabajo en plegamiento de proteínas, Baker ha recibido varios premios, entre ellos, el Premio Overton (2002), el Premio Internacional Sackler de Biofísica (2008), el Premio Wiley (2022) y el Premio Fundación BBVA Fronteras del Conocimiento en la categoría "Biología y Biomedicina" (2022)
Por su trabajo en el diseño de proteínas, Baker recibió el Premio Newcomb Cleveland (2004), el Premio Feynman en Nanotecnología (2004), y el Premio Breakthrough en Ciencias de la Vida (2021).
En 2024, Baker recibió el Premio Nobel de Química.